# هاري دبليو. إيوينغ
هاري دبليو. إيوينغ (بالإنجليزية: Harry W. Ewing)‏ هو لاعب كرة قدم أمريكية أمريكي، ولد في 18 يوليو 1886، وتوفي في 11 مارس 1962.